# Jacobus van der Houwen
Jacobus van der Houwen (IJsselmonde, 26 november 1909 - Geertruidenberg, 21 juli 1994) was een reserveofficier van de genie die zich tijdens de verdediging van de stad Dordrecht tegen Duitse parachutisten zodanig onderscheidde, dat men hem tot Ridder 4e klasse in de Militaire Willems-Orde benoemde.

## Oorlogsbiografie
Van der Houwen was in april 1932 benoemd tot reserve tweede luitenant der genie. In augustus 1939 was Van der Houwen, inmiddels reserve eerste luitenant, gemobiliseerd en aangesteld op het depot der pontonniers en torpedisten, dat in de stad Dordrecht was gelegen. De luitenant diende daar bij de 1e Depotcompagnie, welke in een schoolgebouw was gelegerd in de wijk Krispijn.
In de vroege ochtend van 10 mei 1940 landden er ca. 100 Duitse parachutisten ten oosten van de wijk Krispijn in een toen nog open veld, dat beter bekendstond als De Polder. Deze gelande troepen kwamen direct in gevechtsaanraking met Nederlandse troepen die het station en emplacement bewaakten, dat ten noorden van de Duitse landingszone lag. Enige tijd later konden ook de pontonniers in de wijk Krispijn zich in het gevecht mengen. Daarbij onderscheidde de luitenant Van der Houwen zich met een aantal korporaals en soldaten door kordaat optreden tegen Duitse groepjes parachutisten langs de Krispijnseweg. Diverse Duitse mitrailleurnesten werden opgerold. Later die dag wist de luitenant met een twintigtal minderen een grotere concentratie parachutisten in het nabijgelegen park Weizicht gevangen te nemen.
Het is voor zijn moed, beleid en trouw op die eerste oorlogsdag in Dordrecht dat de luitenant zou worden voorgedragen voor de hoogste militaire onderscheiding. Menige van de korporaals en soldaten die met hem opereerden werd ook gedecoreerd. Een aantal kreeg het Bronzen Kruis en een tweetal de hogere Bronzen Leeuw. Op 15 juni 1946 werd de luitenant Van der Houwen bij koninklijk besluit tot Ridder 4e klasse in de Militaire Willems-Orde benoemd.
Van der Houwen was tijdens de oorlog actief in het verzet en kreeg daarvoor naoorlogs ook nog het Verzetsherdenkingskruis toegekend.

## Mutatie bij de onderscheiding
Heeft zich in den strijd door het bedrijven van uitstekende daden van moed, beleid en trouw onderscheiden door met slechts, met karabijn bewapende pontonniers en matrozen, te zamen ter sterkte van ongeveer twintig man, nabij Krispijn te Dordrecht Duitsche valschermtroepen, die met verscheidene mitrailleurs in stelling waren gekomen, in de flank aan te vallen. Hij heeft daarbij den Duitschers zware verliezen toegebracht en hun mitrailleurs veroverd. Later heeft hij andere vijandelijke mitrailleur-opstellingen, eveneens op moedige en beleidvolle wijze aangevallen en opgeruimd en ook hierbij Duitsche mitrailleurs buitgemaakt. Eindelijk heeft hij nog met zeven man een Duitsche afdeeling van zestig man overvallen en krijgsgevangen gemaakt.

## Na de oorlog
Jacobus van der Houwen besloot naoorlogs om beroepsofficier te worden. Hij werd in 1968 als overste der Genie eervol ontslagen. Op dat moment was hij drager van het Onderscheidingsteken voor Langdurige Dienst als officier met het jaartal XXXV voor 35 jaar trouwe dienst. In werkelijkheid had hij 38 jaar gediend als officier, een jaar extra als mindere.